# Grand Prix Cycliste de Québec
Grand Prix Cycliste de Québec – jednodniowy wyścig kolarski w Québec, w Kanadzie. Odbywa się co roku we wrześniu. Należy do cyklu UCI World Tour.
Wyścig odbył się po raz pierwszy w 2010. Pierwszym zwycięzcą został Francuz Thomas Voeckler.

## Zwycięzcy
| Rok  | Pierwsze         | Drugie               | Trzecie              |          |
| ---- | ---------------- | -------------------- | -------------------- | -------- |
| 2010 | Thomas Voeckler  | Edvald Boasson Hagen | Robert Gesink        |          |
| 2011 | Philippe Gilbert | Robert Gesink        | Rigoberto Urán       |          |
| 2012 | Simon Gerrans    | Greg Van Avermaet    | Rui Costa            |          |
| 2013 | Robert Gesink    | Arthur Vichot        | Greg Van Avermaet    |          |
| 2014 | Simon Gerrans    | Tom Dumoulin         | Ramūnas Navardauskas |          |
| 2015 | Rigoberto Urán   | Michael Matthews     | Alexander Kristoff   |          |
| 2016 | Peter Sagan      | Greg Van Avermaet    | Anthony Roux         |          |
| 2017 | Peter Sagan      | Greg Van Avermaet    | Michael Matthews     |          |
| 2018 | Michael Matthews | Greg Van Avermaet    | Jasper Stuyven       |          |
| 2019 | Michael Matthews | Peter Sagan          | Greg Van Avermaet    |          |
| 2020 | odwołany         | odwołany             | odwołany             | odwołany |
| 2021 | odwołany         | odwołany             | odwołany             | odwołany |
| 2022 | Benoît Cosnefroy | Michael Matthews     | Biniam Girmay        |          |
| 2023 | Arnaud De Lie    | Corbin Strong        | Michael Matthews     |          |
| 2024 | Michael Matthews | Biniam Girmay        | Rudy Molard          |          |